# Región de Liberec
La Región de Liberec (en checo: Liberecký kraj; en alemán: Reichenberger Region, pronunciado /ˈʁaɪçn̩bɛʁgɐ ʁeˈɡi̯oːn/) es una unidad administrativa (kraj) de la República Checa. Se sitúa en la región histórica de Bohemia. La capital es Liberec.

## Distritos(okresy)(población año 2018)
- Distrito de Česká Lípa 103,094
- Distrito de Jablonec nad Nisou 90,376
- Distrito de Liberec 173,948
- Distrito de Semily 73,882

## Ciudades importantes
Liberec, Jablonec nad Nisou, Turnov, Semily, Česká Lípa, Frýdlant.